# إميكو تاجوشى
إميكو تاجوشى (باليابانية: 田口恵美子؛ بالكانا: たぐち えみこ) هي متزلجة يابانية، ولدت في 1 أبريل 1951 في Ikeda, Hokkaido ‏ في اليابان.

## وصلات خارجية
- إميكو تاجوشى على موقع SpeedSkatingBase.eu (الإنجليزية)
- إميكو تاجوشى على موقع SpeedSkatingNews.info (الإنجليزية)
- إميكو تاجوشى على موقع SpeedSkatingStats.com (الإنجليزية)
- إميكو تاجوشى على موقع اللجنة الأولمبية الدولية (الإنجليزية)
- إميكو تاجوشى على موقع أوليمبيديا (الإنجليزية)